# Картал, Исмаил
Исмаил Картал (тур. İsmail Kartal; род. 15 июня 1961, Бейкоз, Стамбул) — турецкий футболист и футбольный тренер. Большую часть своей карьеры игрока и тренера провёл в клубе «Фенербахче». Также известен как Арап Исмаил (тур. Arap İsmail).

## Игровая карьера
Исмаил Картал начинал свою карьеру футболиста в клубе «Сарыер». В 1982 году он перешёл в «Газиантепспор», где провёл 2 года. В 1983 году Картал стал игроком «Фенербахче», одного из ведущих турецких клубов, за который выступал следующие 10 лет. Вместе со стамбульским клубом он дважды становился чемпионом Турции (в сезонах 1984/85 и 1988/89). В 1993 году Картал перебрался в «Денизлиспор», где регулярно стал забивать голы. В 1994 году новой командой Картала стал «Аданаспор», где он в том же году и завершил свою карьеру профессионального футболиста.

## Международная карьера
С 1982 по 1985 год Исмаил Картал провёл 6 матчей за сборную Турции, отличиться забитыми мячами ему за эти 6 поединков не удалось.

## Тренерская карьера
После завершения карьеры профессионального футболиста Исмаил Картал начал свою тренерскую деятельность, работая с молодёжной командой «Фенербахче». В 1997 году он стал помощником главного тренера уже основной команды «Фенербахче». В 2000 году Картал возглавил «Карабюкспор». В 2003 году он вновь работает с молодёжной командой «Фенербахче». В 2004 году Картал стал главным тренером клуба Первой лиги Турции «Сивасспор», который под его руководством выиграл Первую лигу в сезоне 2004/05 и впервые в своей истории вышел в главную турецкую лигу. Далее, с 2005 по 2007 год, Картал возглавлял клуб «Мардинспор». В 2006 году он временно возглавлял команду «Алтай» из Измира. С 2007 по 2008 года он работал главным тренером в клубе «Малатьяспор», откуда перешёл в «Ордуспор». Период с 2008 по 2010 год Картал провёл в качестве наставника команды «Конья Анадолу Селчукспор». В 2010 году он вернулся в «Фенербахче», где до 2014 года работал помощником главного тренера. После чего он уже возглавил стамбульский клуб и стал обладателем Суперкубка Турции 2014, в котором «Фенербахче» переиграл «Галатасарай» в серии послематчевых пенальти. 12 января 2022 года второй раз в тренерской карьере возглавил «Фенербахче». Контракт подписан до конца сезона 2021/22.

## Достижения

### В качестве игрока
«Фенербахче»
- Чемпион Турции (2): 1984/85, 1988/89

### В качестве главного тренера
«Сивасспор»
- Победитель Первой лиги (1): 2004/05

 «Фенербахче»
- Обладатель Суперкубка Турции (1): 2014